# ALMA (ACIDMANの曲)
「ALMA」（アルマ）は、日本のロックバンドACIDMANの20枚目のシングル。

## 概要
- 2010年第2弾シングルで、同名の8枚目のアルバムからの先行シングル。
- 前作「DEAR FREEDOM」と「ALMA」のW購入特典として、応募抽選招待によるアルバム先行試聴会参加のための応募券付きフライヤーが封入された。

## 収録曲
全作詞:大木伸夫、作曲:ACIDMAN
1. ALMA
タイトルは、チリのアタカマ砂漠にあるアタカマ大型ミリ波サブミリ波干渉計の略称に由来[1][2]。
2. 彩-SAI-(後編）stream on terra mix by kiyoshi kusaka
3枚目のアルバム『equal』収録曲のエンジニア日下貴世志によるリミックス。
3. DIGEST from 8th ALBUM (2010winter) ♯2
前作に引き続き、後発の8thアルバムから厳選した数曲がダイジェストで1トラックに収録されている。

## 楽曲の収録アルバム
- ALMA (#1)
- ACIDMAN THE BEST (#1)